# Jermaine Jenas
Jermaine Anthony Jenas (Nottingham, 1983. február 18. –) angol válogatott labdarúgó.

## Pályafutása

### Nottingham Forest
Jenas karrierje a Nottingham Forest-nél kezdődött, ahol azonnal játékhoz is jutott a 2001–2002-es szezonban.
Ám egy szezon után a City Ground-on, ahol Jenas 33 meccs alatt 4 gólt szerzett, 2002 februárjában a csapat eladta őt a Newcastle United-nek 5 millió font ellenében, habár a Manchester United és a Leeds United is érdeklődött iránta.

### Newcastle United
A Southampton elleni mérkőzésen debütált, amit meg is nyert a csapat 3-1-re.
Első szezonjában máris megnyerte a PFA Év Fiatal Játékosa díjat.
2003–04-ben csapatkapitány-helyettes lett, és mikor Alan Shearer sérülés miatt hiányzott, övé lett a kapitányi karszalag, és ezzel ő lett a csapat történetének legfiatalabb kapitánya.

Az újbóli gyenge formája Newcastle-es karrierje végét jelentette.
Mikor Jenas a 2004–05-ös szezont kezdte, csak szórványosan jutott játékhoz, és az életet a Newcastle-ben focistaként egy aranyhal akváriumi életéhez hasonlította a Newcastle drukkerek magas elvárásai és a média miatt.
2005 nyarán nézeteltérései voltak Graeme Souness edzővel, így nyár végén már alá is írt a Tottenham Hotspur-höz 7 millió fontért.

### Tottenham Hotspur
Átigazolásakor 5 éves szerződést írt alá.
Új klubjában ismét új erőre kapott, és első szezonjában 7 góllal járult hozzá az 5. helyhez, ami UEFA-kupa indulást jelentett a csapat számára.
Gyakran ő a csapatkapitány, mivel Ledley King, Robbie Keane és Paul Robinson után övé a kapitányi rang.
2007. április 21-én az "Észak-londoni derbin" az Arsenal ellen 25 yardról lőtt gólt, így a csapat kiegyenlített, és így pontot vehettek el az ágyúsoktól. Ezt a gólját a hivatalos Tottenham oldalon a szurkolók megválasztották a szezon 5. legszebb góljának.
2007. augusztus 29-én Jenas újabb 5 évre szóló szerződést írt alá, ami 2012-ig a csapathoz köti.
A 2007–08-as szezonban először a 3. fordulóban, a Derby County ellen volt eredményes, majd a 13. fordulóban duplázott a Wigan ellen. 2008. január 9-én a Ligakupában az Arsenal ellen idegenben lőtt gólt. A visszavágón, 2008. január 28-án is eredményes volt, valamint egy gólpasszt is adott; a Tottenham 5-1-re győzött, és 6-2-es összesítéssel jutott tovább a döntőbe.

## Nemzetközi karrierje
Jenas az angol válogatott tagja, 2003. február 12-én debütált Ausztrália ellen. A 2005–06-os szezon végi sérülései ellenére is jelölte Sven-Göran Eriksson a 2006-os világbajnokság angol keretébe. Első válogatottbeli gólját az új szövetségi kapitány, Fabio Capello bemutatkozó mérkőzésén, Svájc ellen szerezte a Wembley-ben 2008. február 6-án.

### Nemzetközi góljai
| # | Dátum            | Helyszín                | Ellenfél | Gól   | Eredmény | Kiírás              |
| - | ---------------- | ----------------------- | -------- | ----- | -------- | ------------------- |
| 1 | 2008. február 6. | Wembley, London, Anglia | Svájc    | 1 – 0 | 2 – 1    | Barátságos mérkőzés |

## Statisztika
Frissítve: 2008. április 26.
| Csapat            | Szezon | Bajnokság | Bajnokság | Kupa    | Kupa  | UEFA    | UEFA  | Összesen | Összesen |
| Csapat            | Szezon | Meccsek   | Gólok     | Meccsek | Gólok | Meccsek | Gólok | Meccsek  | Gólok    |
| ----------------- | ------ | --------- | --------- | ------- | ----- | ------- | ----- | -------- | -------- |
| Tottenham Hotspur | 07-08  | 27        | 4         | 9       | 2     | 7       | 0     | 43       | 6        |
| Tottenham Hotspur | 06-07  | 25        | 6         | 3       | 1     | 6       | 1     | 34       | 8        |
| Tottenham Hotspur | 05-06  | 30        | 6         | 2       | 1     | -       | -     | 32       | 7        |
| Össz.             |        | 82        | 16        | 14      | 4     | 13      | 1     | 109      | 21       |
| Newcastle         | 05-06  | 4         | 0         | 0       | 0     | 0       | 0     | 4        | 0        |
| Newcastle         | 04-05  | 31        | 1         | 6       | 1     | 11      | 0     | 48       | 2        |
| Newcastle         | 03-04  | 31        | 2         | 3       | 0     | 12      | 1     | 46       | 3        |
| Newcastle         | 02-03  | 32        | 6         | 1       | 1     | 8       | 0     | 41       | 7        |
| Newcastle         | 01-02  | 12        | 0         | -       | -     | -       | -     | 12       | 0        |
| Össz.             |        | 110       | 9         | 10      | 2     | 31      | 1     | 151      | 12       |
| Nottingham        | 01-02  | 28        | 4         | 3       | 0     | -       | -     | 31       | 4        |
| Nottingham        | 00-01  | 1         | 0         | 1       | 0     | -       | -     | 2        | 0        |
| Össz.             |        | 29        | 4         | 4       | 0     | 0       | 0     | 33       | 4        |
| Összesen          |        | 221       | 29        | 28      | 6     | 44      | 2     | 293      | 37       |

## Magánélet
- Jenas Nottingham-ben a The Becket School-ba járt iskolába.
- Jelenlegi barátnője Sabrina Keogh, aki a 2006-os németországi vb-re is elkísérte.

## Külső hivatkozások
- Jermaine Jenas pályafutásának statisztikái a Soccerbase oldalon (angolul)

- TheFA.com profile